# Béarn (schip, 1927)
De Béarn was het eerste vliegdekschip van de Franse marine. De kiel van het schip werd gelegd in 1923 en werd afgewerkt in mei 1927. Het schip was 182,6 m lang (180 m vliegdek) en 35,2 m breed, met een diepgang van 9,3 m. De maximale snelheid was 21,5 knopen, maar maximaal bereik (6.000 zeemijlen) werd bereikt met een snelheid van 10 kn. Bij volle bezetting telde het schip 875 bemanningsleden en 40 vliegtuigen.
Door het Verdrag van Washington kwam de onafgewerkte romp van een nieuw te bouwen slagschip uit de Normandieklasse vrij in 1922. Men besloot met deze romp om een nieuw vliegdekschip, het eerste van de Franse marine, te bouwen. Het werk begon eind 1923 en het schip werd te water gelaten in 1927. Het ontwerp volgde de toen geldende conventies, met een vliegdek van 180 m, een open boeg en een afgerond uiteinde. Het totaal aantal vliegtuigen was begroot op 40, maar door beperkingen op het vliegdek kon men er maximaal 10 gelijktijdig opstellen.
Tijdens de Tweede Wereldoorlog werd de Béarn, ondanks heruitrusting in 1935, te traag bevonden voor dienst met de vloot. Tijdens de Duitse inval in Frankrijk voer de Béarn naar Toulon om daar een deel van het Franse goud van de kluizen van de centrale bank op te halen. Op 25 mei verliet zij de haven onder begeleiding van de kruisers Jeanne d'Arc en Émile Bertin en zette koers naar Halifax in Canada. Béarn voer vervolgens naar de Amerikaanse oostkust waar een groot aantal gevechtsvliegtuigen werd geladen. Tijdens de reis naar huis eindigde de oorlog tussen Frankrijk en Duitsland en het vliegdekschip verlegde de koers naar Martinique in de Caribische Zee. De Vichy–gezinde gouverneur op het eiland wilde niet meewerken om te voorkomen dat de vliegtuigen in Duitse handen zouden vallen. De Britten wilden daarom het eiland blokkeren, maar zagen hiervan af na een Amerikaanse interventie. De vliegtuigen werden aan land gebracht en hebben verder geen rol meer gespeeld. In juni 1943 sloot de Béarn aan bij de Vrije Fransen en werd omgebouwd tot vliegtuigtransportschip voor dienst met de Amerikaanse vloot, waarbij onder meer de bewapening werd aangepast (4x 127 mm; 24x 40 mm en 26x 20 mm). Ze kwam in maart 1945 weer in de vaart, te laat om een rol in de oorlog te spelen.
Na de oorlog werd het schip vooral gebruikt om duikbootbemanningen in onder te brengen, maar werd uiteindelijk verkocht als schroot in 1967.